# 真哲希·奥妮科
真哲希·奥妮科（匈牙利語：Gyöngyössy Anikó，1990年5月21日—），匈牙利女子水球运动员。她曾代表匈牙利国家队参加2020年夏季奥林匹克运动会女子水球比赛，获得一枚铜牌。